# رانولازین
رانولازین که با نام تجاری Ranexa فروخته می‌شود، دارویی برای درمان دردهای قفسه سینه مرتبط با قلب است. معمولاً در صورت ناکافی بودن آن، همراه با سایر داروها استفاده می‌شود. مزایای این دارو در زنان کمتر از مردان به نظر می‌رسد. طریقه مصرف آن به شکل خوراکی است.
عوارض جانبی شایع عبارتند از یبوست، سردرد، حالت تهوع و سرگیجه. عوارض جانبی جدی ممکن است شامل سندرم کیوتی باشد. مصرف در افراد مبتلا به سیروز کبدی توصیه نمی‌شود. نحوه عملکرد آن مشخص نیست اما ممکن است شامل آدنوزین تری فسفات باشد.
رانولازین برای استفاده پزشکی در ایالات متحده در سال ۲۰۰۶ تأیید شد. در سال ۲۰۱۹، این دارو با بیش از ۲ میلیون نسخه، دویست و یازدهمین داروی رایج تجویز شده در ایالات متحده بود.